# Krakovské ghetto

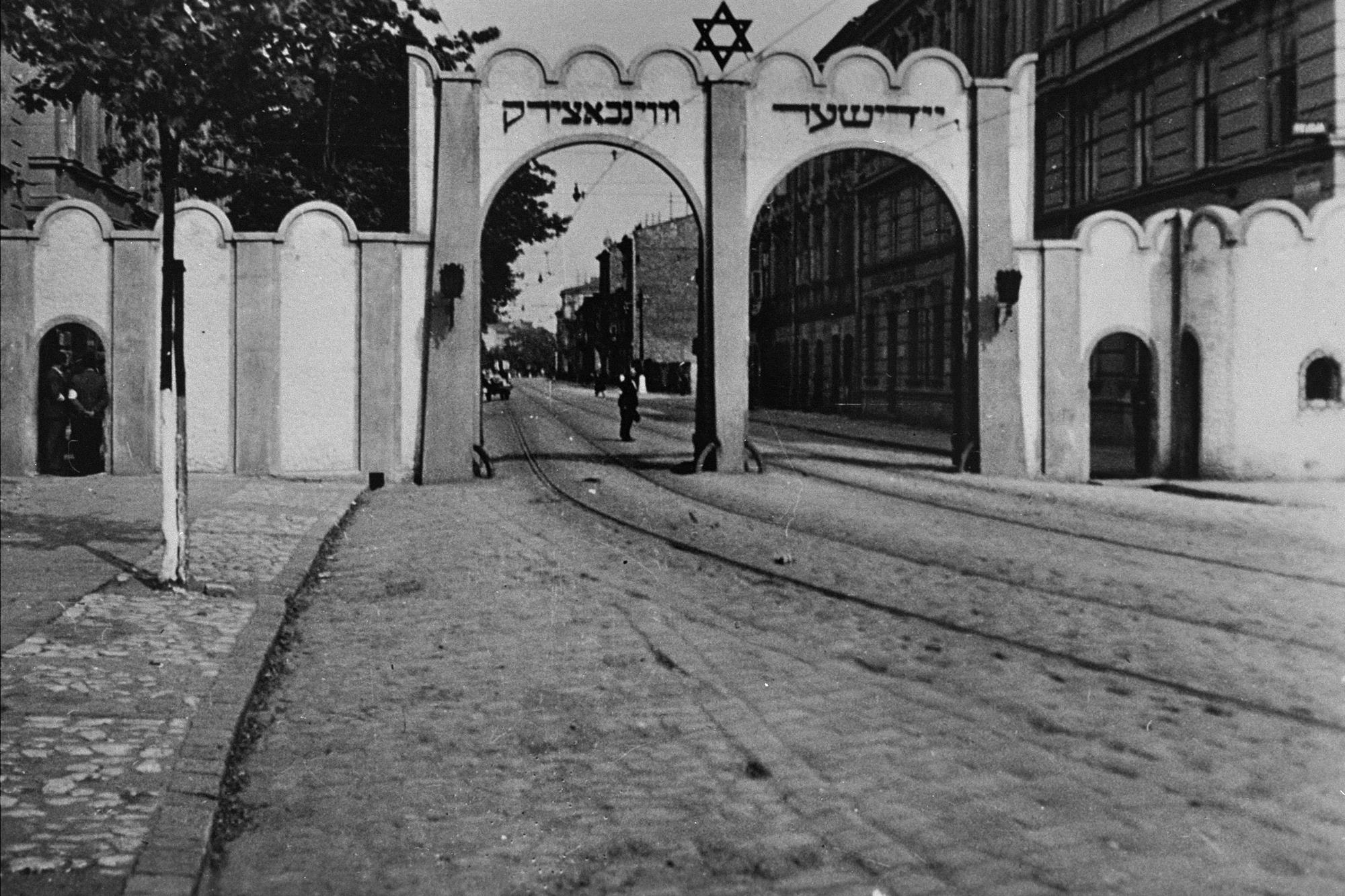
Vchod do krakovského ghetta (1941)

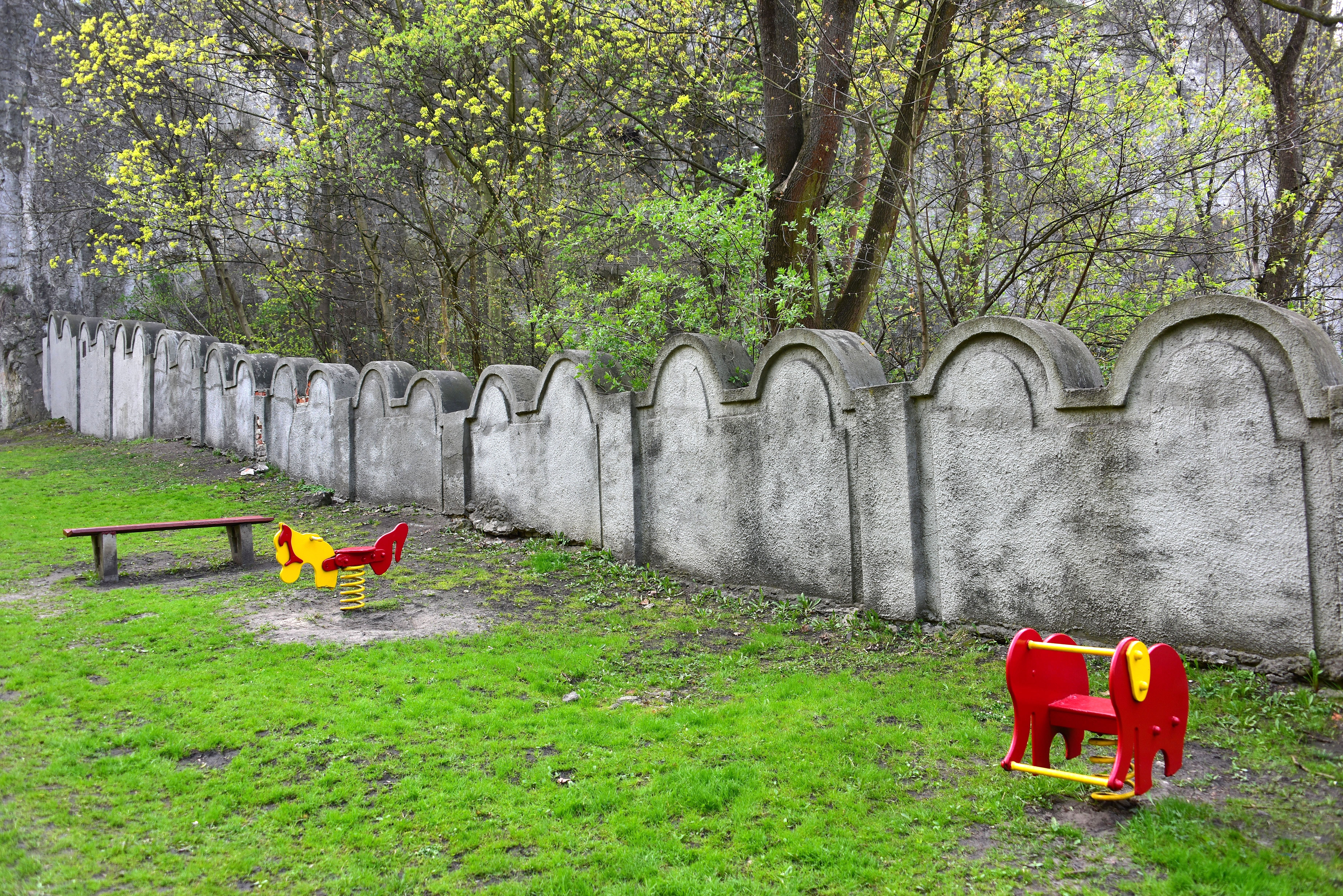
Zbytky zdi ghetta, dnešní stav

Krakovské ghetto bylo ghetto vytvořené nacisty v Krakově pro obyvatele židovského původu. Patřilo mezi jedno z pěti největších, které Němci v Generálním gouvernementu během 2. světové války založili.
Založeno bylo na základě nařízení gubernátora krakovské oblasti Otta Wachtera ze dne 3. března 1941. Podle tohoto nařízení mělo být ghetto otevřeno 21. března.
Ghetto vzniklo ve čtvrti Podgórze, v níž do té doby žilo asi 3 000 osob. Mělo rozlohu 20 ha a zahrnovalo 15 ulic (nebo jejich částí). Asi 320 domů (s 3167 pokoji) bylo ohraničeno plotem z ostnatého drátu. V dubnu 1941 byla zahájena výstavba vysoké zdi v podobě židovských náhrobků (macev).
Do ghetta vedly 4 brány, které byly v těchto místech:
- Plac Zgody (dnes Plac Bohaterów Getta)
- ulice Lwowská
- ulice Limanowského
- Rynek Podgórski

Všechna okna, která vedla na "árijskou" stranu města byla zazděna nebo zamřížována.
Do ghetta bylo přestěhováno obrovské množství lidí – tam, kde dříve žilo asi 3 tisíce osob, jich bylo naměstnáno 16 tisíc. Pro jednu osobu tak zůstával prostor pouhé 2 m².
Od 15. října 1941 bylo ghetto oficiálně uzavřeno. Projít na árijskou stranu města bylo možné pouze se speciální propustkou. Za nepovolené opuštění ghetta hrozil trest smrti.
Ghettem vedly dvě tramvajové linky, avšak pouze jím projížděly. V ghettu nebyly žádné zastávky.
Od 30. května 1942 začalo systematické vyvážení osob do koncentračních táborů. V následujících měsících byly vyvezeny tisíce osob.
27. října 1942 bylo 5 tisíc osob (včetně nemocných a dětí ze sirotčince) odvezeno do vyhlazovacího tábora v Bełżci. O den později bylo dalších 6 tisíc osob odvezeno nebo odvedeno do koncentračního tábora v Płaszowě.
Ke konci roku 1942 bylo ghetto rozděleno na dvě části – část A – určenou pro osoby schopné práce a část B – pro děti, nemocné a staré. Mezi oběma částmi se dalo pohybovat pouze na propustku, kterou bylo velmi obtížné získat. V březnu 1943 byly osoby z části A na příkaz velitele koncentračního tábora v Płaszowě Amona Götha převedeni do jeho tábora.
Ke konečné likvidace ghetta došlo 13.–14. března 1943. Operaci řídil SS-Sturmbannführer Willi Haase. Asi 8 tisíc Židů, kteří byli uznáni jako práceschopní, bylo převedeno do tábora v Płaszowě. Přibližně 2 tisíce osob bylo zabito Němci přímo při likvidaci ghetta, zbytek byl transportován do KL Auschwitz - Birkenau.
Krátce před zahájením druhé světové války žilo v Krakově asi 64 tisíc osob židovského původu. Konce války se dožilo necelých tisíc z nich.